# رايموند اسكوليه
رايموند اسكوليه (بالفرنسية: Raymond Escholier) وبالميلاد  رايموند-أنطوان-ماري إيمانويل اسكوليه، ولد في 25 ديسمبر 1882 بباريس، وتوفى في 19 سبتمبر 1971 بنيم. وهو روائي، صحفي، ناقد فني فرنسي. حصل على جائزة فيمينا الأدبية عام 1921.